# クライネ・シャイデック駅
クライネ・シャイデック駅（Kleine Scheidegg）は、スイスのベルン州にある駅で、クライネ・シャイデックの観光名所に利用される。ヴェンゲルンアルプ鉄道、ユングフラウ鉄道の始発駅でもある。
| 北の次の駅: 終着駅 | ユングフラウ鉄道 | 南の次の駅: アイガーグレッチャー駅 |

| 西の次の駅: ヴェンゲルンアルプ駅 | ヴェンゲルンアルプ鉄道 | 東の次の駅: アルピグレン駅 |